# Homeland Gardens
Homeland Gardens es una localidad de Trinidad y Tobago, que forma parte del borough de Chaguanas.

## Geografía
La localidad abarca parte de la isla Trinidad y limita al norte con Jerningham Junction, al sur con Enterprise, al este con Esmeralda y al oeste con Endeavour Village.

## Demografía
Datos demográficos de la localidad de Homeland Gardens:
| Gráfica de evolución demográfica de Homeland Gardens entre 2000 y 2011 |
|                                                                        |